# Castell de Cabres
Castell de Cabres é um município da Espanha na província de Castelló, Comunidade Valenciana. Tem 30,7 km² de área e em 2021 tinha 22 habitantes (densidade: 0,7 hab./km²).

## Demografia
| Variação demográfica do município entre 1991 e 2004 | Variação demográfica do município entre 1991 e 2004 | Variação demográfica do município entre 1991 e 2004 | Variação demográfica do município entre 1991 e 2004 |
| --------------------------------------------------- | --------------------------------------------------- | --------------------------------------------------- | --------------------------------------------------- |
| 1991                                                | 1996                                                | 2001                                                | 2004                                                |
| 24                                                  | 24                                                  | 19                                                  | 19                                                  |